# Aname aragog
Aname aragog — вид мігаломорфних павуків родини Anamidae.

## Назва
Вид названий на честь велетенського павука Арагога — персонажа роману і фільму «Гаррі Поттер і таємна кімната».

## Поширення
Ендемік Австралії. Поширений навколо міста Ньюмен у регіоні Пілбара в Західній Австралії.

## Опис
Панцир типового зразка самця має розмір 8,9 мм на 6,7 мм, а черевце 10,0 мм на 5,9 мм.